# Evaniella nobilis
Evaniella nobilis är en stekelart som först beskrevs av John Obadiah Westwood 1851.  Evaniella nobilis ingår i släktet Evaniella och familjen hungersteklar. Inga underarter finns listade i Catalogue of Life.